# Rücksicht (Lied)
Rücksicht, manchmal auch Rücksicht (Nachsicht, Vorsicht), war der deutsche Beitrag zum Eurovision Song Contest 1983 in München, der von Hoffmann & Hoffmann, bestehend aus den Brüdern Michael und Günther, gesungen wurde. Das Lied erreichte mit 94 Punkten Platz 5 von 20 Teilnehmern.

## Musik und Text
Die langsame Ballade wird von einer Slide Guitar eingeleitet und von einer Akustikgitarre begleitet. Streicher untermalen das Lied. Der Text handelt von gegenseitiger Rücksichtnahme. Nacheinander werden Begriffe wie Rücksicht, Einsicht, Nachsicht und Vorsicht genannt, die im gegenseitigen Zusammenleben wichtig sein sollen. Die Strophen stellen zudem eine gescheiterte Beziehung als Hintergrund dar.

## Geschichte
Die Musik stammt von Michael Reinecke, der Text von Volker Lechtenbrink. Die Produzenten waren Peter Kirsten und Dieter Kindl. Die Interpreten traten als 14. von 20 Teilnehmern auf. Dieter Reith war Dirigent. Das Lied erreichte Platz 8 der deutschen Charts. In der Schweiz kam es auf Platz 6. Es wurde von Hoffmann und Hoffmann auch auf Englisch unter dem Titel Love Gives eingesungen.

## Coverversion
1997 brachte Mary Roos eine Coverversion des Liedes heraus und benannte auch das zugehörige Album danach. Viele Jahre später, im Jahr 2020 brachten Thomas Anders und Florian Silbereisen eine Coverversion heraus.